# Nesles-la-Montagne
Nesles-la-Montagne è un comune francese di 1 229 abitanti situato nel dipartimento dell'Aisne della regione dell'Alta Francia.

## Società

### Evoluzione demografica
Abitanti censiti